# George Male
Charles George Male (8 de maig de 1910 - 19 de febrer de 1998) fou un futbolista anglès de la dècada de 1930.
Fou internacional amb la selecció d'Anglaterra entre 1934 i 1939. Defensà els colors de l'Arsenal FC durant tota la seva carrera.
Un cop retirat fou entrenador al futbol base de l'Arsenal.